# Dança do leão

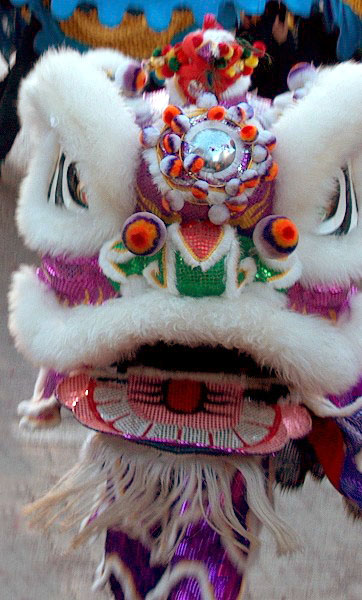
Dançarino fantasiado de leão do sul da China numa celebração do Ano Novo Chinês

Dança do leão (chinês: 舞獅; pinyin: wǔshī) é uma forma de dança tradicional na cultura chinesa, na qual os participantes imitam os movimentos de um leão usando uma fantasia do animal. Seria interessante lembrar que não existem leões na China, então, "Leão" é o nome dado a esse ser mítico representativo.
O traje de leão pode ser manejado por um único dançarino, que salta e movimenta energicamente a cabeça, as mandíbulas e olhos da fantasia, ou por um par de dançarinos, que constituem as pernas dianteiras e traseiras do animal. O uso do par de dançarinos é visto em exibições de acrobatas chineses, com os dois dançarinos agindo em conjunto para movimentar o animal entre plataformas de várias alturas. A dança é tradicionalmente acompanhada por gongos, tambores e fogos-de-artifício, representando uma chuva de boa sorte.

## História
O leão é tradicionalmente considerado como uma criatura guardiã em muitas culturas asiáticas. Ele é representado na tradição budista como a montaria de Manjusri. A dança do leão é realizada em muitas culturas asiáticas, incluindo China, Japão, Vietnã, Coreia, Taiwan e Tailândia, entre outros, cada país possuindo seu estilo e propósitos próprios. 
A dança do leão é especialmente popular na cultura chinesa, com uma história que remonta a mais de mil anos. Existem vários estilos de dança do leão, mas a mais popular são a nortista e a sulista. A dança nortista se originou nas regiões setentrionais da China, onde era usada para o entretenimento da corte imperial. O leão nortista é geralmente de cor vermelha, laranja e amarela (às vezes com pelagem verde para a leoa), é de aparência desgrenhada e têm uma cabeça dourada. A dança nortista é muito acrobática e é realizada principalmente como entretenimento. 
A dança do leão sulista é de natureza mais simbólica. Ela é realizada geralmente como uma cerimônia para exorcizar espíritos maléficos e para invocar sorte e felicidade. O leão sulista exibe uma vasta variedade de cores e tem uma cabeça peculiar com grandes olhos, um espelho na testa e um chifre único no centro da cabeça.

## Estilos diferentes
Os dois tipos mais populares de dança do leão na cultura chinesa, são a do leão norte e do leão sul. 

### Norte
No norte, os leões geralmente aparecem em pares. Leões nortistas geralmente têm pêlo longo e desgrenhado de cor laranja e amarela, com um arco vermelho ou verde na cabeça para indicar se se trata de um macho ou uma fêmea. 
Durante uma apresentação, os leões nortistas se parecem com um cão pequinês ou Cão Fu, e seus movimentos são muito realistas. Acrobacias são muito comuns, com proezas como se equilibrar ou se balançar sobre uma bola gigante. Leões nortistas às vezes aparecem como uma família, com dois grandes leões "adultos" e um par de "leãozinhos". Ninghai, em Ningbo, é chamado de "Lar da Dança do Leão" (狮舞之乡) para a variedade nortista.

### Sul
Guangdong é o lar da variedade sulista. Acredita-se que os leões chifrudos sulistas sejam Nians.
O estilo sulista pode ser subdividido em Fut San (Montanha do Buda), Hok San (Montanha do Grou), Fut-Hok (estilo menor que é quase um híbrido de Fut San e Hock San), Chow Gar (estilo menor praticado pelos participantes do estilo de Kung Fu da família Chow) e o Qing Shi e Ming Shi (Leão Verde e Leão Taiwanês - popular entre os Fujianos/Hokkianos e Taiwaneses). 
Fut San é o estilo que muitas escolas de Kung Fu adoptam. Ele requer movimentos poderosos e resistência quando em espera. O leão se torna a representação da escola de Kung Fu e somente os estudantes mais avançados podem realizá-lo.
O estilo Hok San é mais comumente conhecido como um estilo contemporâneo. O estilo contemporâneo Hok San combina uma cabeça de leão sulista com os movimentos do leão nortista. O estilo Hok San tenta reproduzir um aspecto e movimentos mais realistas, bem como performances acrobáticas. Sua cauda curta é também favorita entre as trupes que fazem o salto da baliza (jong) .
Quando o leão que dança entra numa vila ou jurisdição, imagina-se que ele preste seus respeitos ao templo budista local, em seguida aos ancestrais e finalmente atravesse as ruas para trazer felicidade ao povo. Existem três tipos de leão: o leão dourado, representando vigor; o leão vermelho, representando coragem; e o leão verde, representando amizade.

### Outros tipos de leão
Três outros tipos famosos de leão são identificados como: Liu Bei, Guan Gong (Kuan Kung) e Zhang Fei. Eles representam personagens históricos na China, registrados no clássico Romance dos Três Reinos:
- O leão Liu Bei tem uma cara amarela, cauda multicolorida e pelagem branca. Ele é descrito como um sábio, usado pelos mestres das escolas de Kung Fu.

- O leão Guan Gong tem uma cara e cauda vermelhas, e pelagem negra. Ele é descrito como o mais nobre dos leões, usado mais comummente em cerimônias.

- O leão Zhang Fei tem cara, cauda e pelagem negras. Ele é descrito como o leão mais agressivo, usado por jovens mestres que desejam provar o próprio valor.

## OChoy Chang
Durante o Ano novo chinês, dançarinos do leão de escolas de artes marciais costumam visitar lojas para fazer o "choy chang" (採青, literalmente "colhendo verduras"). O comerciante amarra um envelope vermelho contendo dinheiro numa cabeça de alface e a pendura em frente a porta da frente. O leão aborda então a alface como um gato curioso, "engole" a alface e cospe fora as folhas, mas não o dinheiro. Supõe-se que a dança do leão traga boa sorte e fortuna para o negócio, e os dançarinos recebem o dinheiro como recompensa (além deste aspecto lúdico, o "choy chang" era encarado como um pedido de proteção formal; ao aceitar o presente, a escola de Kung Fu cujos alunos realizavam a dança, comprometia-se a vir em socorro do comerciante caso seu estabelecimento fosse assaltado). A tradição tornava-se assim, uma transação mútua.
Outros tipos de "verduras" (青) podem também ser usados para desafiar a trupe, quando, por exemplo, potes de abacaxis, toranjas, bananas, laranjas e pedaços de cana-de-açúcar são usados para criar pseudo-barreiras. A dança é também realizada em outras ocasiões importantes incluindo festivais chineses, cerimônias de inauguração de negócios e casamentos tradicionais.
Hoje em dia, os negócios não exigem muito dos dançarinos, e este é um dinheiro fácil para as escolas de artes marciais. Nos dias de antanho, a alface era erguida entre 4,5 e 6 metros de altura e somente artistas bem treinados em artes marciais podiam alcançar o dinheiro enquanto dançavam com uma pesada cabeça de leão. Estes eventos tornaram-se um desafio público. Uma grande quantia de dinheiro era oferecida, e a plateia esperava um bom espetáculo. Algumas vezes, se leões de várias escolas de artes marciais abordavam a alface ao mesmo tempo, imaginava-se que os leões deveriam lutar para decidir quem seria o vencedor.
Os leões tinham de lutar com refinados movimentos de leão, em vez dos estilos caóticos de luta de rua. A plateia então julgava a qualidade das escolas de artes marciais de acordo com o que os leões haviam lutado. Dado que a reputação das escolas estava em jogo, as lutas eram geralmente ferozes, mas civilizadas. O leão vencedor usaria então métodos criativos e habilidades de artes marciais para alcançar a recompensa pendente nas alturas. Alguns leões podiam dançar sobre pernas de pau e alguns podiam formar pirâmides humanas compostas por seus colegas de escola. Os dançarinos e as escolas ganhavam elogios e respeito, em acréscimo à grande recompensa financeira, quando se saíam bem.

## Dança fora-da-lei
Durante os anos 1950-60 em Hong Kong, pessoas que se juntavam às trupes de dança do leão tinham perfil de bandidos e havia muitas brigas entre trupes de dançarinos e escolas de Kung Fu. Os pais tinham medo que seus filhos se juntassem a trupes de dança do leão por causa da associação "criminosa" de seus membros. Durante festivais e performances, quando trupes de dança do leão se encontravam, havia brigas entre os grupos. Alguns truques acrobáticos eram utilizados para que o leão "lutasse" e nocauteasse outros leões rivais. Os participantes chegavam mesmo a esconder adagas em suas roupas e sapatos, as quais podiam ser usadas para ferir as pernas de outros dançarinos, ou mesmo colocavam um chifre de metal na testa do leão, o qual podia ser usado para golpear a cabeça de outros leões.
A violência chegou a tal ponto que o governo de Hong Kong teve de proibir completamente a dança do leão. Agora, como em muitos outros países, as trupes de dança do leão devem obter uma autorização das autoridades para poder realizar a dança. Embora ainda haja um certo grau de competitividade, as trupes tornaram-se bem menos violentas e agressivas. Hoje, a dança do leão é uma actividade muito mais voltada para os esportes e a recreação do que a representação de um determinado modo de vida.

## Cirque du Soleil
A dança do leão é apresentada no espetáculo Dralion do Cirque du Soleil. O nome Dralion deriva do Dragão chinês e do Leão chinês.